# گاما سگ بزرگ
گاما سگ بزرگ (به انگلیسی: Gamma Canis Majoris) یک ستاره است که در صورت فلکی سگ بزرگ قرار دارد.